# Distretto di Echarate
Il distretto di Echarate è uno degli undici distretti della  provincia di La Convención, in Perù. Si trova nella regione di Cusco.